# Antonio Riudavets
Antonio Riudavets Lledó (Mahón, 1813 – San Juan de Alicante, 1897) fue un escultor, pintor y fotógrafo español, reconocido por su contribución a la imaginería religiosa en la provincia de Alicante durante el siglo XIX.

## Biografía
Nacido en Mahón (Menorca), en 1813, Antonio Riudavets Lledó provenía de una familia de artistas dedicados a la pintura y la escultura. Se trasladó a la provincia de Alicante en la década de 1840, donde desarrolló la mayor parte de su carrera artística. Falleció en San Juan de Alicante en 1897.

## Trayectoria artística

### Escultura
Riudavets es especialmente conocido por su labor como imaginero, creando numerosas obras para la Semana Santa de diversas localidades alicantinas. Su estilo combina influencias neoclásicas con elementos barrocos, destacando una belleza idealizada y naturalista en sus figuras. Entre sus obras más destacadas se encuentran:
- Crevillente: " Ecce Homo  (1866) , "Beso de Judas" (1868), "Negación de San Pedro" (1868), "Flagelación" (1867), "Oración en el Huerto" (1871), "Lavatorio" (1874), "Santísimo Cristo de la Caída" (1884), "La Verónica" (segunda mitad del siglo XIX),  "San Juan de la Palma" (1887) y "San Pascual" (1882).[1]
- Alicante: "Santa Cena" (1851), "Sentencia de Cristo" (desaparecido durante la Guerra Civil) y "San Rafael Arcángel" (1851, Concatedral de San Nicolás).[1]
- Orihuela: "Descendimiento" (1872, reforma del antiguo grupo del Descendimiento, destruido en la Guerra Civil) y las andas de la Virgen de Monserrate.[1]
- Elche: "Oración en el Huerto" (1854-1858, destruido en la Guerra Civil), "Ecce Homo" (1859, destruido en la Guerra Civil) y "Flagelación" (destruido en la Guerra Civil).[1]
- Novelda: "Virgen de la Soledad" (1860) y "Los Azotes" (destruido en la Guerra Civil).[1]

### Pintura
Además de su labor escultórica, Riudavets destacó como pintor retratista. Entre sus obras se encuentran:
- "Retrato al Gobernador Civil de Alicante D. Trino González de Quijano" (1854, Colección Diputación Provincial de Alicante).[1]
- "Retrato de Mariano e Lacy" y "Retrato de Domingo Grifoll" (1861, Ayuntamiento de Orihuela).[1]
- "Retrato de D. Clemente de la Llave" (1831, realizado sobre marfil, Museo de Bellas Artes Gravina de Alicante).[1]
- También participó en la decoración del Teatro Principal de Alicante, el Teatro de Alcoy y el antiguo Teatro de Orihuela.[1]
- Santa Faz . (Cofradía Santa Mujer Verónica Crevilelnt. Museo Semana Santa Crevillent).

### Fotografía
Riudavets fue uno de los primeros fotógrafos de estudio en la provincia de Alicante, contribuyendo al desarrollo de esta disciplina en la región.

## Legado
La obra de Antonio Riudavets Lledó es fundamental para comprender el desarrollo de la imaginería religiosa en la provincia de Alicante durante el siglo XIX. Su influencia perdura en las celebraciones de Semana Santa de diversas localidades alicantinas, donde algunas de sus obras aún se veneran y procesionan. 